# Markaz Banī Mazār
Markaz Banī Mazār (arabiska: مركز بني مزار) är en region i Egypten.   Den ligger i guvernementet Al-Minya, i den centrala delen av landet, 180 km söder om huvudstaden Kairo.